# 오픈수세
오픈수세(openSUSE)는 오픈수세 프로젝트에서 개발한 컴퓨터 운영 체제이다. 후원은 노벨에서 한다. 2004년 1월, 수세 리눅스를 인수한 이후 노벨은 수세 리눅스 프로페셔널 제품을 완전한 오픈 소스 프로젝트로서 배포하기로 결정하고, 개발 과정에 커뮤니티가 참여할 수 있도록 하였다.
최초 배포판은 2005년 수세 리눅스 10.0의 베타 버전이었고, 2015년 11월 현재 안정판은 오픈 수세 Leap 42.1이다.

## 개요
오픈수세는 오픈수세 프로젝트 커뮤니티가 추진하고 있으며, 수세리눅스를 개발하고 유지하는 노벨사의 후원을 받는다. 이는 과거의 "수세 리눅스 프로페셔널"에 상당하는 것으로 노벨이 수세 리눅스를 인수한 이후 커뮤니티에서 개발 과정의 중요한 부분을 맡게 했다.
오픈수세 배포판 외에도, 오픈수세 프로젝트에서는 커뮤니티 참여를 위한 웹 포털을 제공하고 있다. 오픈수세 커뮤니티는 노벨의 대표 개발자들과 함께 오픈수세 빌드 서비스 전체 코드에 기여하며, 문서 작성, 삽화 디자인, 오픈 메일링 리스트와 IRC에서의 토론, 오픈수세 사이트와 위키 인터페이스를 개선하고 있다.
배포판 지원 외에도 오픈수세는 커뮤니티 관계를 위해 웹 포털을 제공하고 있다. 커뮤니티는 코드를 편집하고, 커뮤니티는 문서를 쓰고, 아트워크를 디자인하고, 오픈 메일링 리스트와 IRC를 통해 토론하고, 위키 인터페이스의 오픈수세 사이트를 발전시키고 있다.
대부분의 배포판들과 같이 오픈수세는 기본 그래픽 사용자 인터페이스와 명령 줄 인터페이스를 동시에 포함한다. 설치 중에는 사용자가 원하는 그래픽 사용자 인터페이스(그놈, KDE, XFCE)를 선택할 수 있도록 하였다(텍스트 모드로도 설치 가능). 오픈수세에는 오픈 소스/자유 소프트웨어로 개발한 소프트웨어 꾸러미를 대부분 지원한다.

## 역사

### 제품 역사
과거에 수세 리눅스 회사는 수세 리눅스 퍼스널과 수세 리눅스 프로페셔널과 함께 사용자 문서가 포함된 박스 세트를 소매상점에서 판매하는 데 주력했었다. 이 회사가 오픈 소스 제품을 팔 수 있었던 이유 중 하나는 클로즈드-소스 개발 과정을 사용했던 점이다. 수세 리눅스는 GPL 라이선스에 공개한 제품이었지만, 오직 판매가 시작된 지 두 달 이후에 소스 코드를 자유롭게 검색할 수 있었을 뿐이었다. 수세 리눅스의 전략은 사용자들이 그들의 제품을 소매점에서 구입하려고자 할 정도로 기술이 뛰어난 리눅스 배포판을 다수의 엔지니어를 통해 만드는 것이었다.
2003년 노벨에 의해 인수되고 오픈수세가 발표되었다: 9.2 버전으로부터 시작되는 지원이 제공되지 않는 1장짜리 수세 프로페셔널 DVD ISO 디스크 이미지가 라이브 DVD 평가판으로 다운로드가 가능하게 되었다. FTP 서버는 계속해서 이를 운영하였고 이는 "스트리밍"을 통한 배포판 설치에 강점을 가지고 있었다: 오직 패키지를 다운로드하는 일만이 사용자들이 필요하다고 느낀 것이었다.

## 시스템 요구 사항
오픈수세 11.0의 경우 아래 요구 사항을 맞춘 32비트 i586과 64비트 x86-64 PC 하드웨어를 완전히 지원한다.
- CPU : 펜티엄 1-4 또는 제온, AMD 듀온, 애슬론, 애슬론 XP, 애슬론 MP, 애슬론 64, 옵테론
- RAM : 최소 256MB, 512MB 이상 권장
- 하드 드라이브 : 최소 500MB, 일반적인 시스템을 설치하기 위해서 2.5GB 이상 권장

## 배포판
- 오픈수세 다운로드 에디션
- 오픈수세 리테일 에디션
- 오픈수세 FTP
- 오픈수세 팩토리
- 오픈수세 텀블위드(Tumbleweed)

## 사진첩

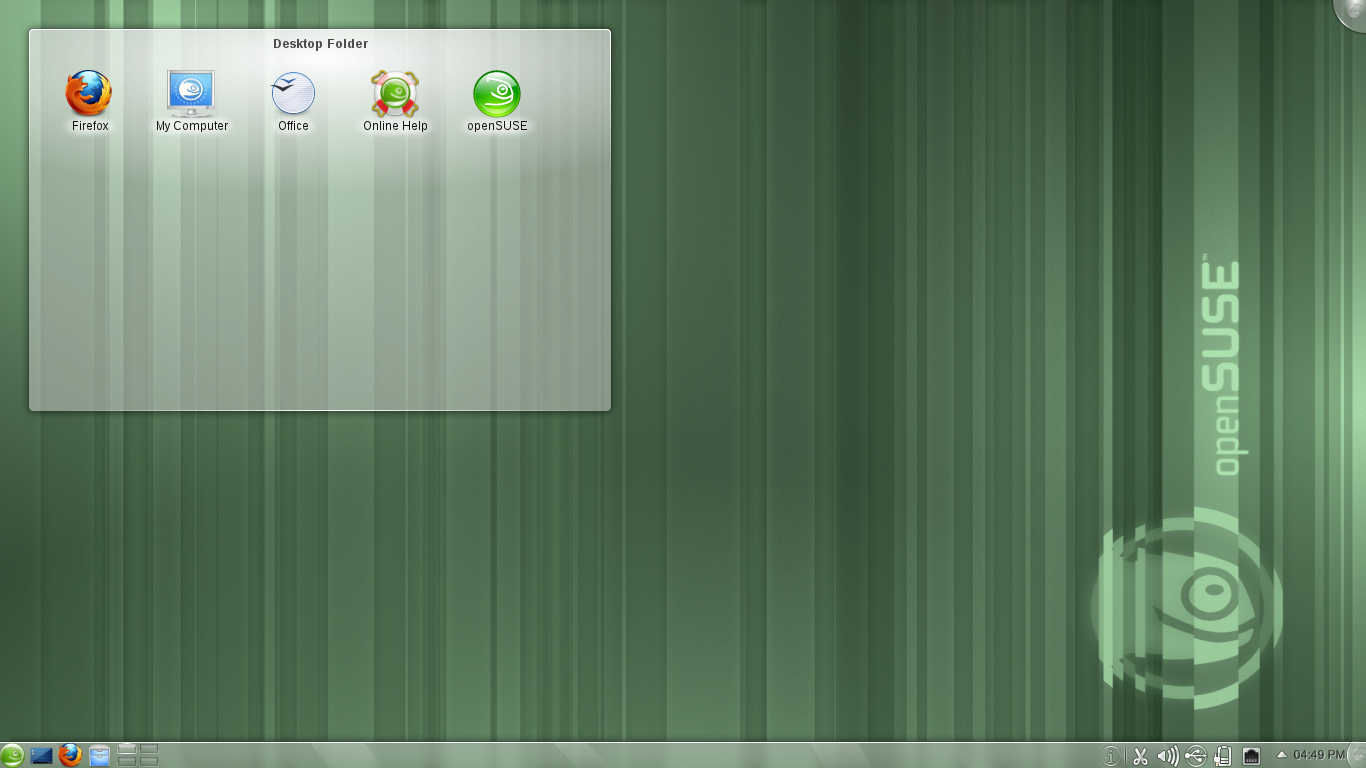
오픈수세 11.4, KDE Plasma
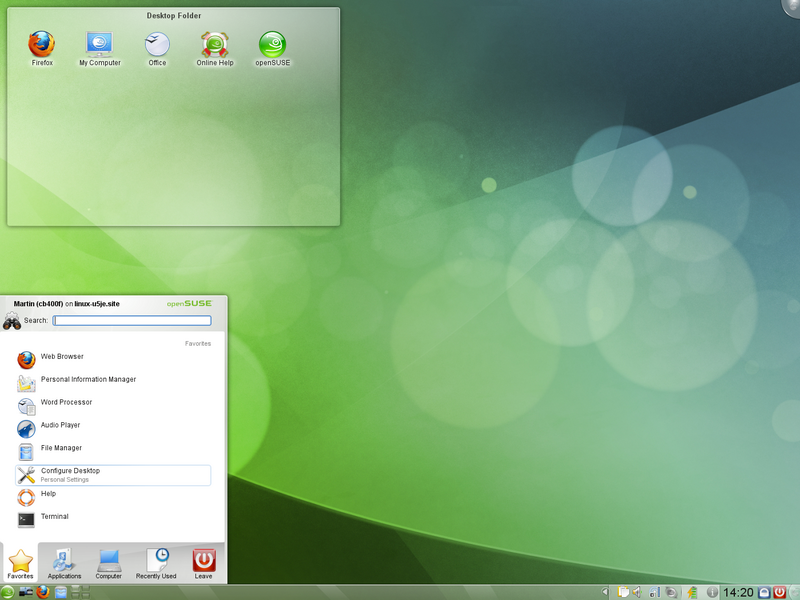
오픈수세 11.3, KDE SC 4.4
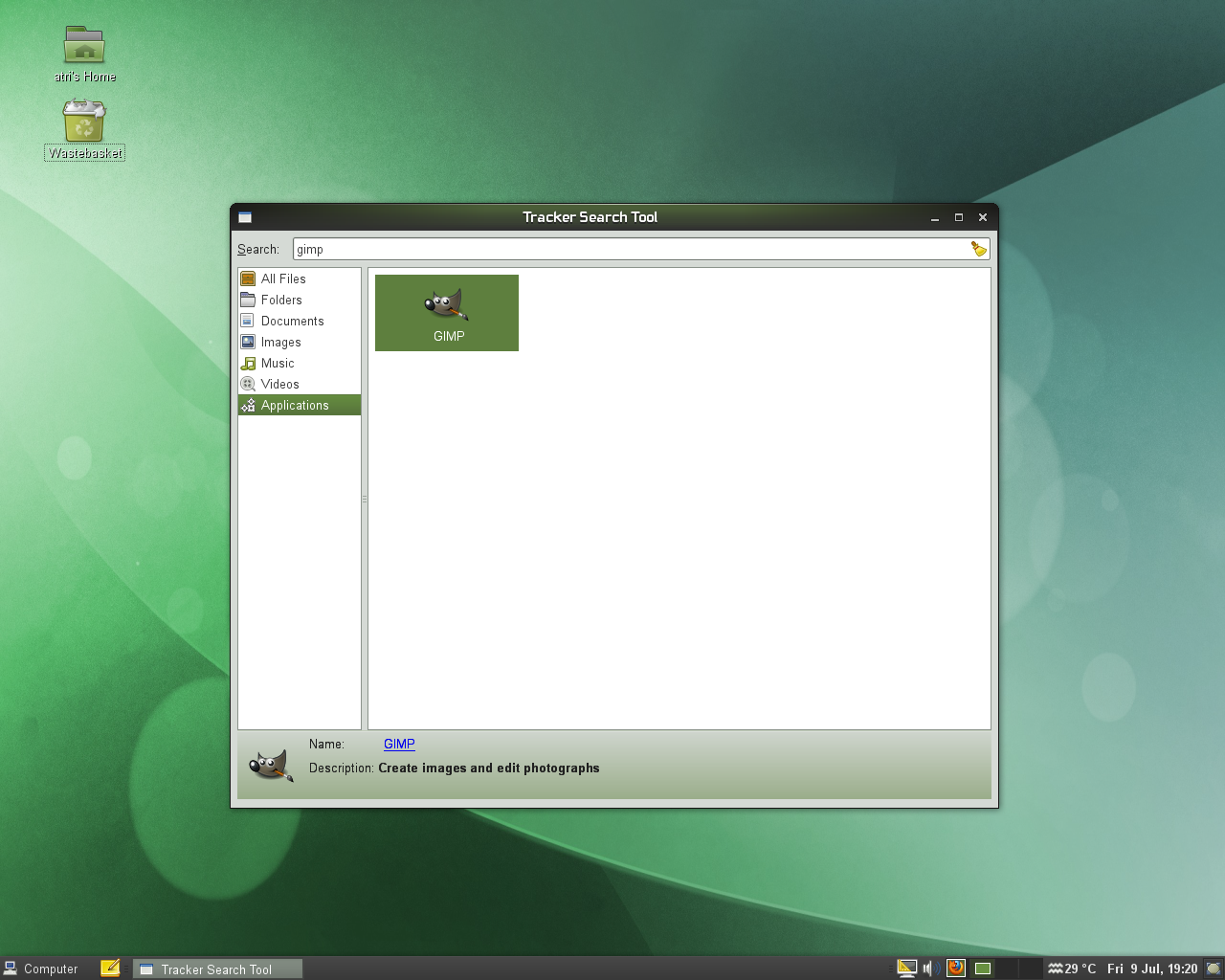
오픈수세 11.3, GNOME 2.30
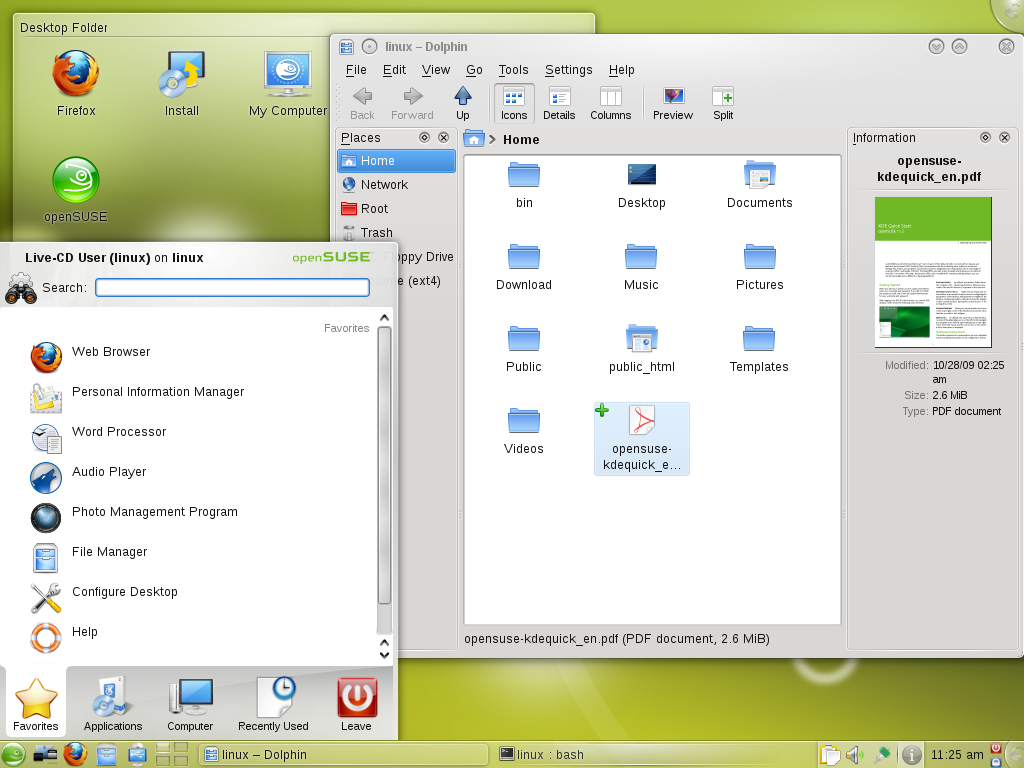
오픈수세 11.2, KDE 4.3
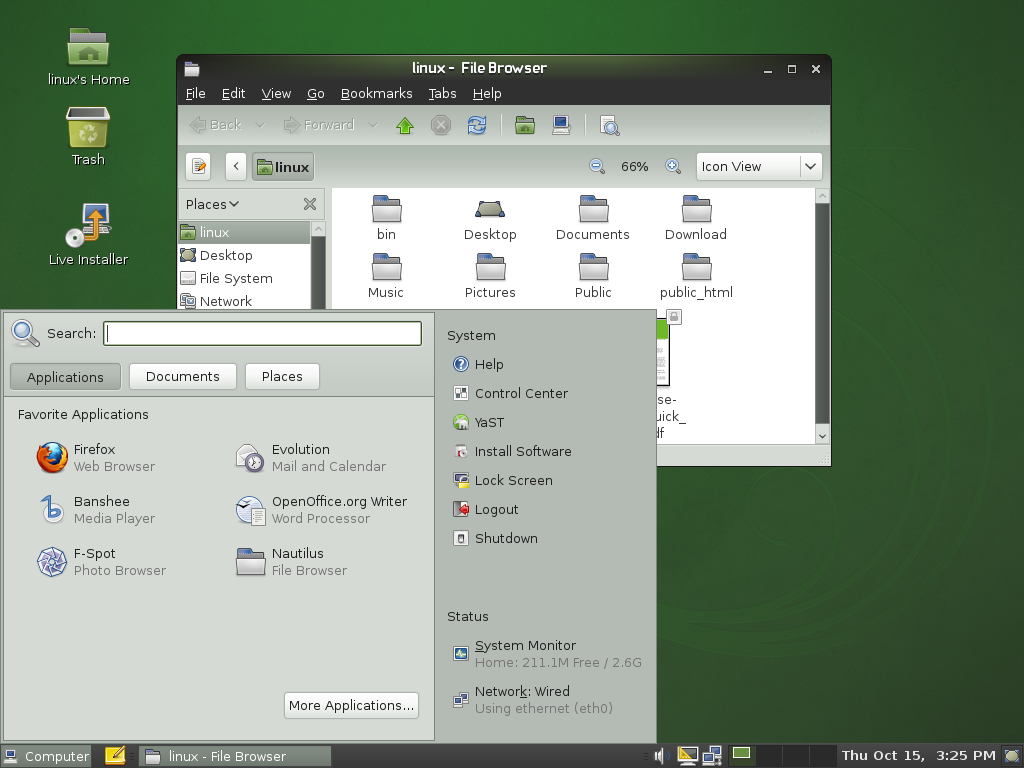
오픈수세 11.2, GNOME 2.28
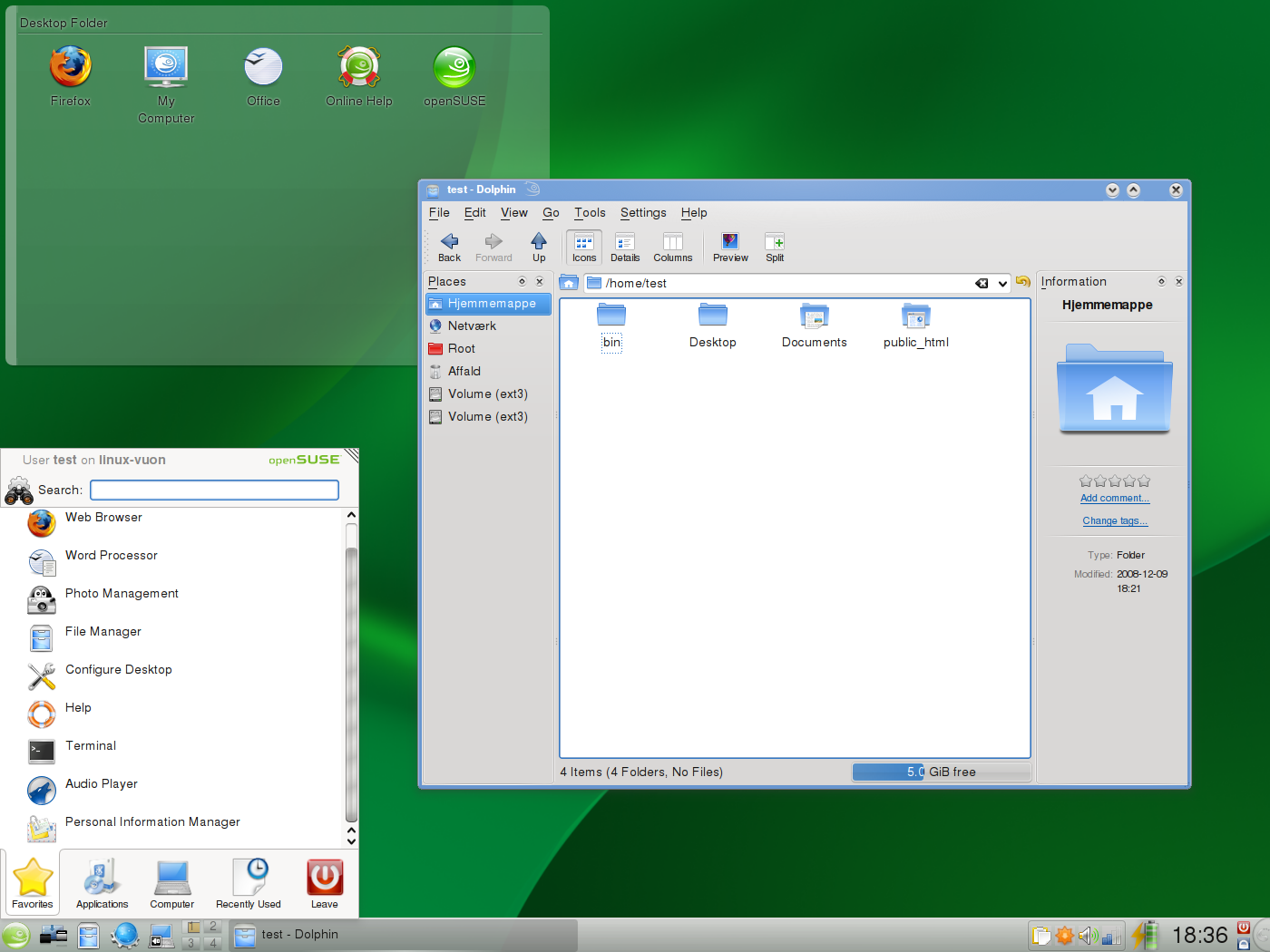
오픈수세 11.1, KDE 4.1
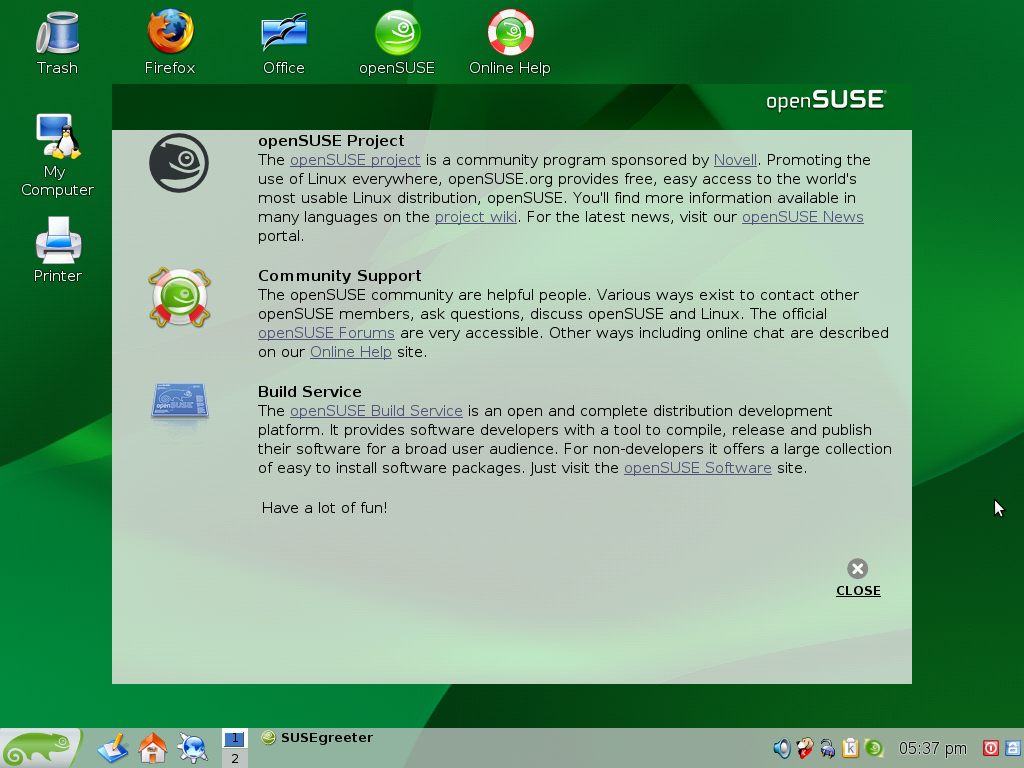
오픈수세 11.1, KDE 3.5
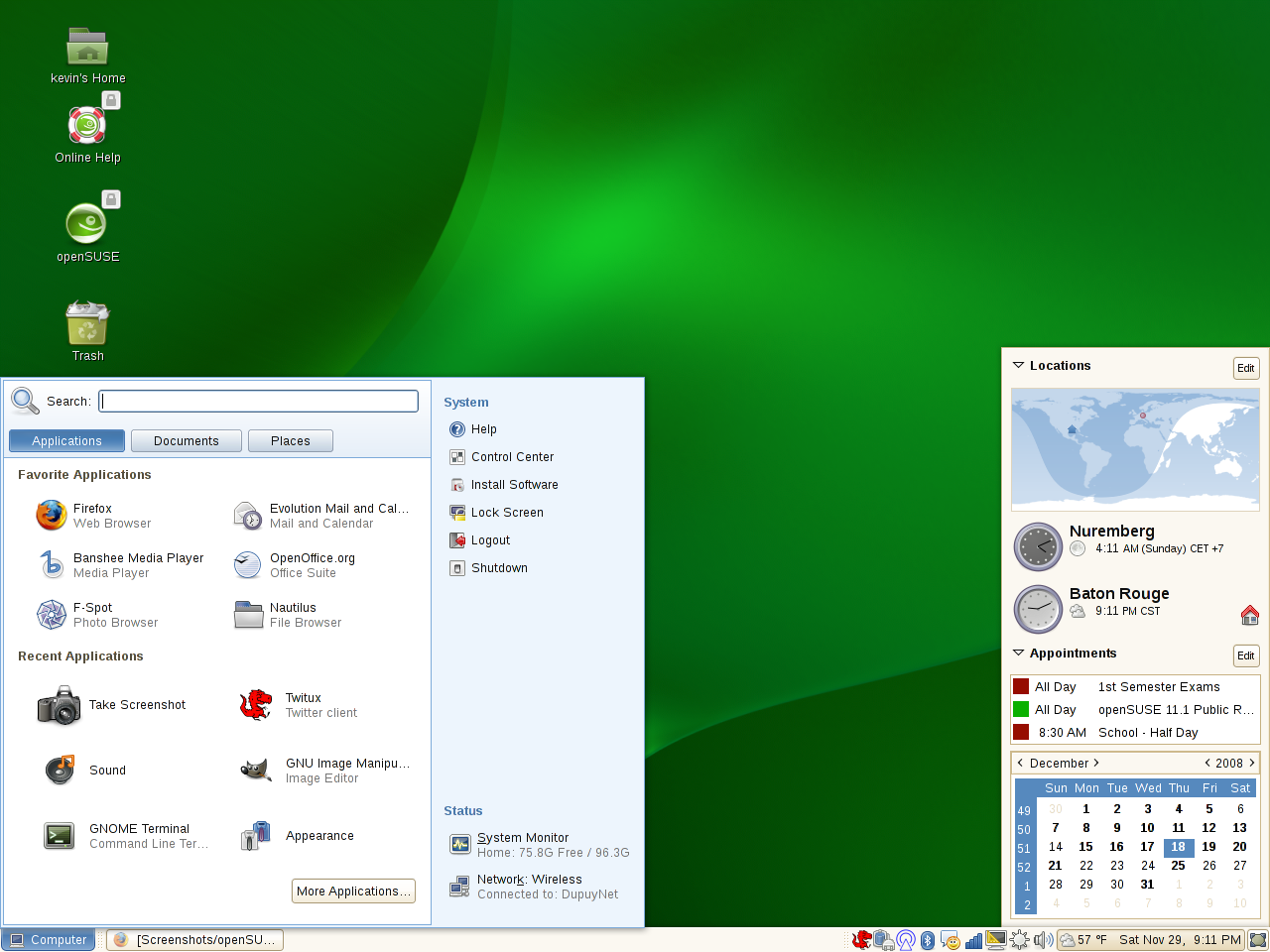
오픈수세 11.1, GNOME 2.24
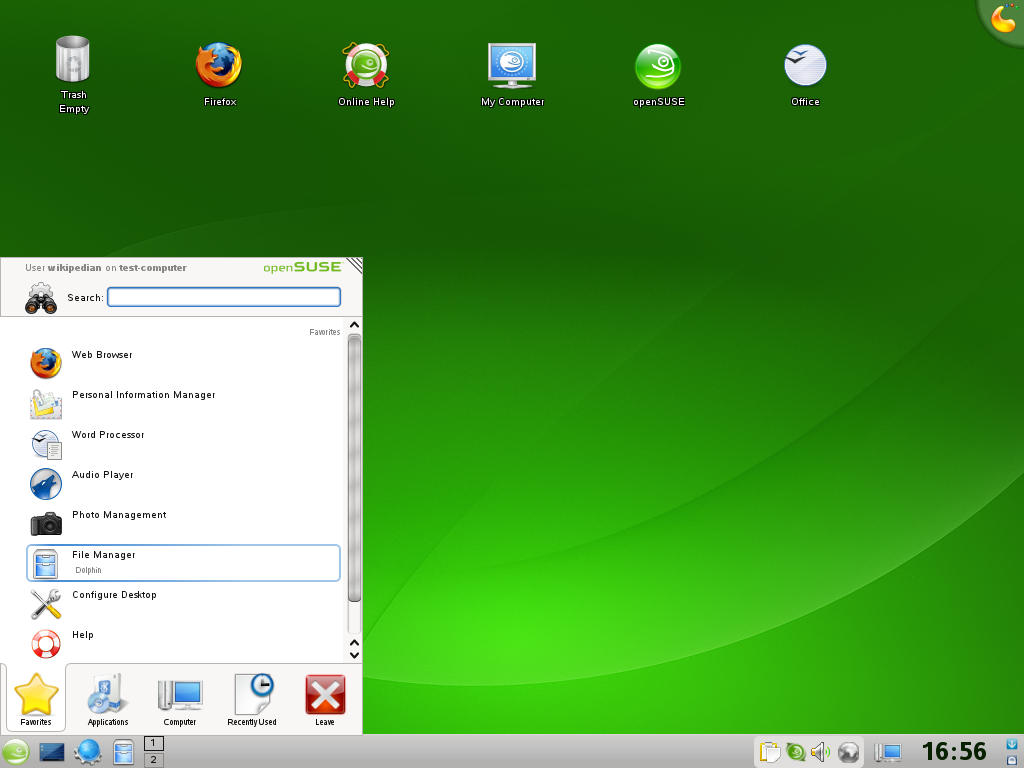
오픈수세 11.0, KDE 4.0
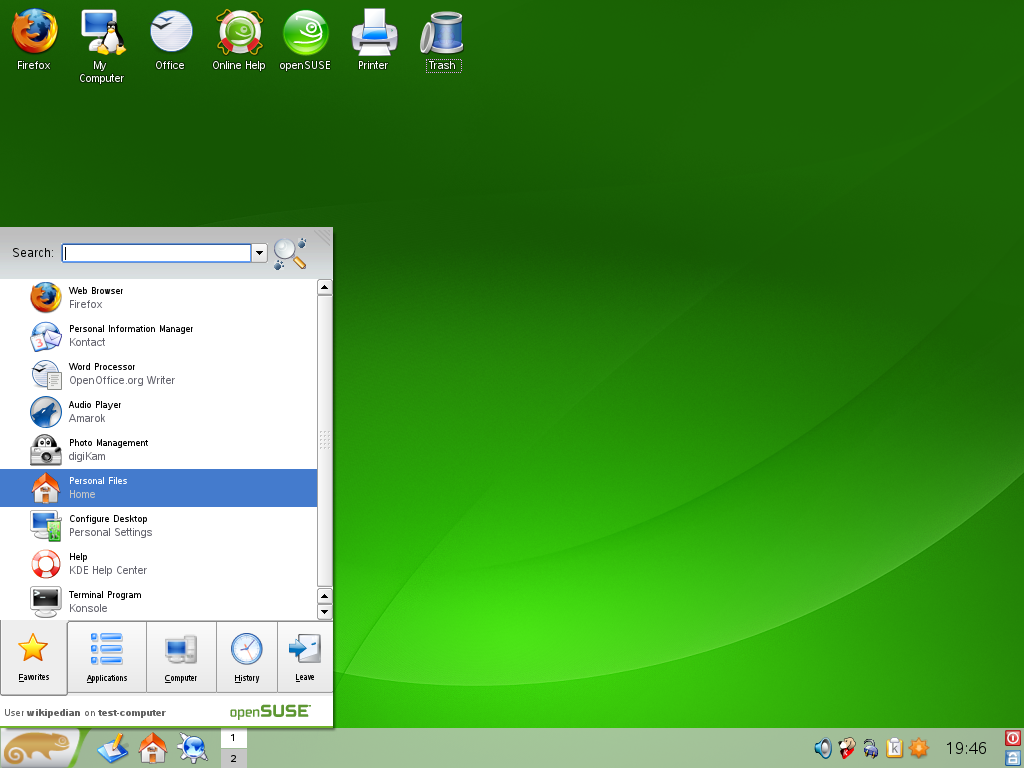
오픈수세 11.0, KDE 3.5
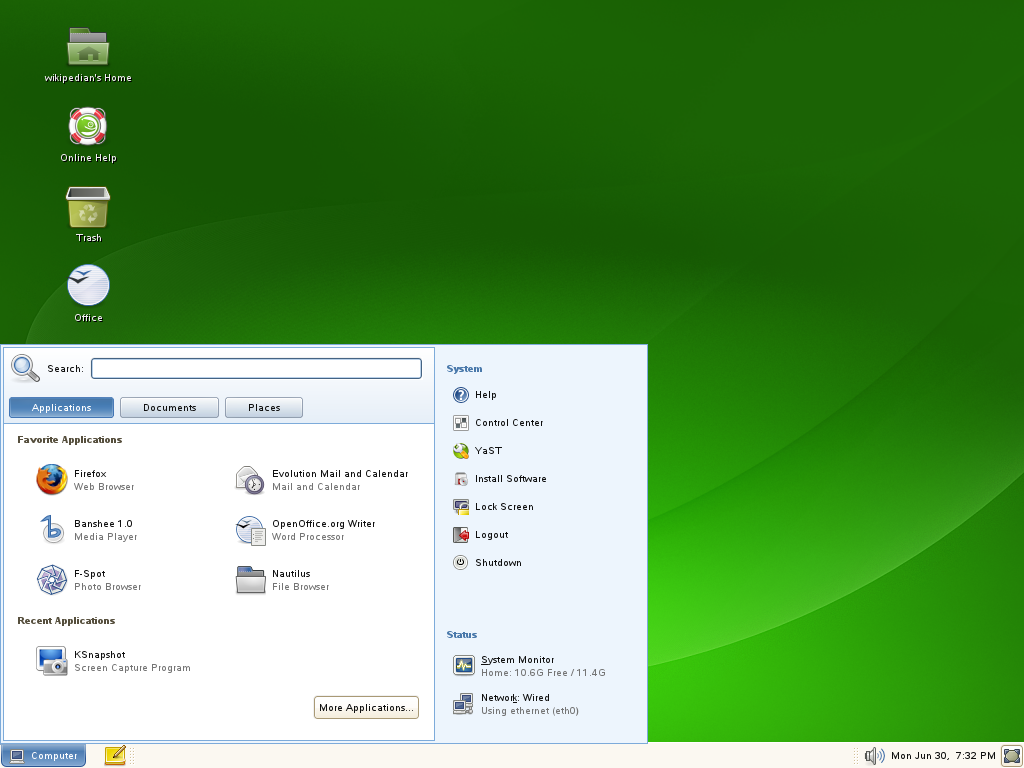
오픈수세 11.0, GNOME
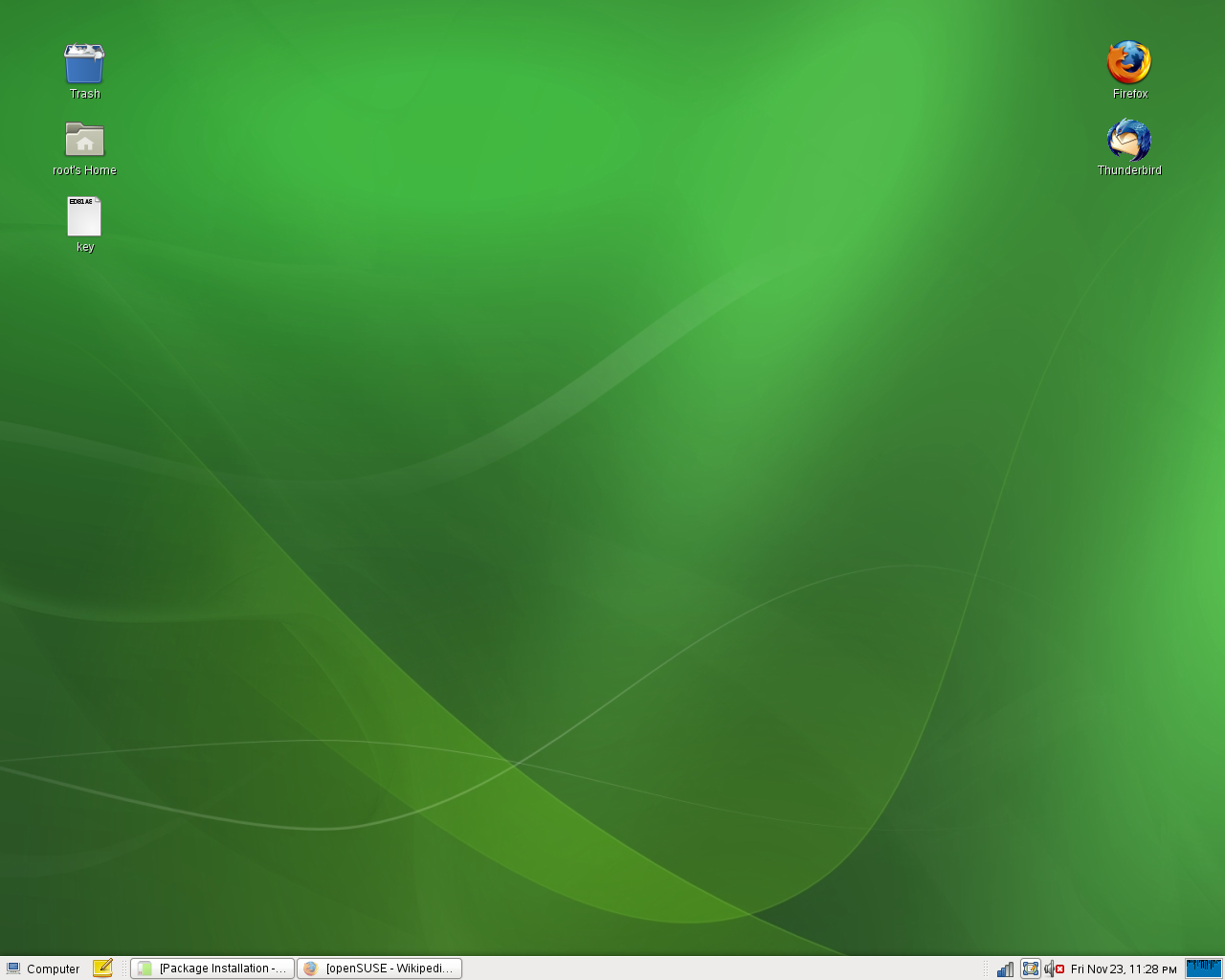
오픈수세 10.3, GNOME.
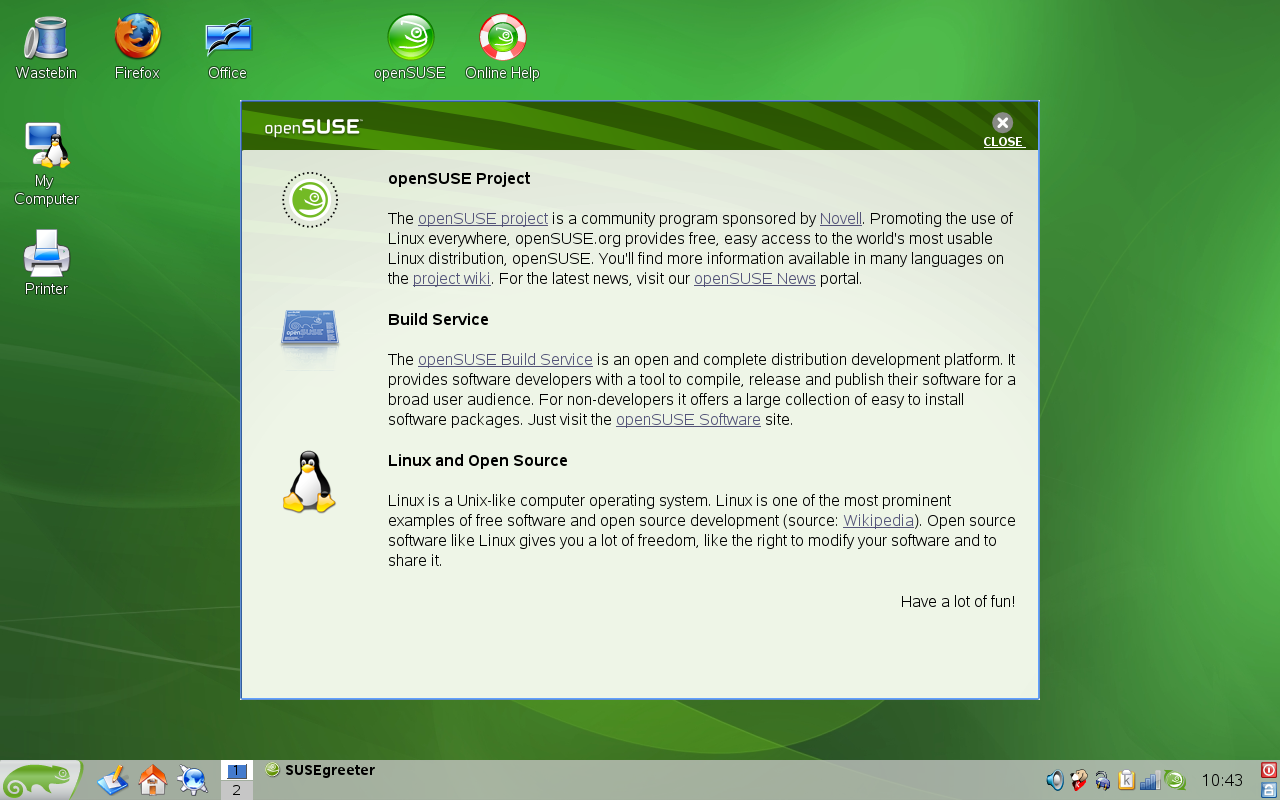
오픈수세 10.3, KDE 3.

## 같이 보기
- 수세 리눅스